# اثاور (یمن)
 أَثاور  دهستانی از توابع استان رَیمه در کشور یمن و در شبه جزیره عربستان واقع می‌باشد. این دهستان در قلهٔ کوه (الحُجرِیَة) در ناحیه القبیطه و در دره ریمه واقع شده‌است. 

## روستاها
این دهستان شامل چند روستا می‌باشد: 
- روستای المناشیة
- روستای الکدیجة
- روستای الاحقاب
- روستای مُواردة
- روستای الرواجحة

## جمعیت
جمعیت این دهستان در حدود ۱۱۳۰۸ نفر می‌باشد. 

## منبع
- المقحفی، ابراهیم، احمد، (مُعجَم المُدُن وَالقَبائِل الیَمَنِیَة) ، منشورات دار الحکمة، صنعاء، چاپ پنجم، وانتشار سال ۱۹۸۵ میلادی به (عربی).